# Міялинський сільський округ (Байганінський район)
Міяли́нський сільський округ (каз. Миялы ауылдық округі, рос. Миялинский сельский округ) — адміністративна одиниця у складі Байганінський району Актюбінської області Казахстану. Адміністративний центр — село Міяли.
Населення — 669 осіб (2021; 891 у 2009, 1005 у 1999, 1503 у 1989).

## Історія
Станом на 1989 рік існувала Міялинська сільська рада (села Бесбай, Діяр, Міяли). Село Бесбай було ліквідовано згідно з рішенням Актюбінського обласного масліхату від 11 грудня 2013 року № 173 та постановою Актюбінського обласного акімату від 11 грудня 2013 року № 396.

## Склад
До складу округу входять такі населені пункти:
| Населений пункт | Населення, осіб (1989) | Населення, осіб (1999) | Населення, осіб (2009) | Населення, осіб (2021) |
| --------------- | ---------------------- | ---------------------- | ---------------------- | ---------------------- |
| Бесбай, село    | 202                    | 10                     | 0                      | -                      |
| Діяр, село      | 577                    | 396                    | 342                    | 264                    |
| Міяли, село     | 724                    | 599                    | 549                    | 405                    |